# Marina Inoue
Marina Inoue (jap. 井上 麻里奈 Inoue Marina;  ur. 20 stycznia 1985 w Tokio) – japońska aktorka głosowa i piosenkarka związana z Sigma Seven. Marina Inoue zadebiutowała jako aktorka głosowa i piosenkarka zostając wybrana z 2000 osób z przesłuchań do „Gonna Be a Star” (prowadzone przez Sony Music Entertainment Japan) za rolę tytułową w OVA Portret małej Cossette.

## Filmografia

### Anime
2004
- Gakuen Alice (Misaki Harada)
- tactics (Rosalie)
- Tsukuyomi: Moon Phase
- Yakitate!! Japan (Kanmuri Shigeru)

2005
- Ginban Kaleidoscope (Mika Honjō)
- Hell Girl (Kaoruko Kurushima)
- The Law of Ueki

2006
- 009-1 (Mia Connery (009-7))
- D.Gray-man (Elda)
- Kiba (Rebecca)
- Nerima Daikon Brothers
- Zegapain (Minato)

2007
- Baccano! (Eve Genoard)
- Bakugan Battle Brawlers (Akira, Ryo, Jewls/Nae, Konba, Rabeeder/Shire)
- El Cazador de la Bruja (Lirio)
- Gakuen Utopia Manabi Straight! (Mutsuki Uehara)
- Getsumen To Heiki Mina (Mina Tsukuda)
- Hayate the Combat Butler (Wataru Tachibana, Shion Kuresato)
- Magical Girl Lyrical Nanoha Strikers (Erio Mondial)
- Minami-ke (Kana Minami)
- Mushi-Uta (Kasuou)
- Moetan (Shizuku)
- Ōkiku Furikabutte (Ruri Mihashi)
- Sayonara Zetsubō Sensei (Chiri Kitsu)
- Shakugan no Shana Second (Pheles)
- Suteki Tantei Labyrinth (Rakuta Koga)
- Tengen Toppa Gurren Lagann (Yoko Littner)
- Toward the Terra (Seki Leigh Shiroei)

2008
- Akaneiro ni Somaru Saka (Tsukasa Kiryu)
- Amatsuki (Tsuruume)
- Kyōran Kazoku Nikki (Madara)
- Minami-ke: Okawari (Kana Minami)
- Sekirei (Tsukiumi)
- Someday's Dreamers: Summer Skies (Honomi Asagi)
- Skip Beat! (Kyōko Mogami)
- Toshokan Sensō (Iku Kasahara)
- Zoku Sayonara Zetsubō Sensei (Chiri Kitsu)

2009
- Hayate the Combat Butler 2nd Season (Wataru Tachibana)
- Kämpfer (Natsuru Senō)
- Minami-ke: Okaeri (Kana Minami)
- Maria Holic (Matsurika Shinōji (pokojówka Marii))
- Metal Fight Beyblade (Hikaru Hasama)
- Umineko no Naku Koro ni (Jessica Ushiromiya)
- Hanasakeru Seishōnen (Li-Ren Fang/Huang)
- Valkyria Chronicles (Alicia Melchiott)
- Zan Sayonara Zetsubō Sensei (Chiri Kitsu)

2010
- Cobra the Animation (Ellis Lloyd)
- Highschool of the Dead (Rei Miyamoto)
- Kuroshitsuji (Luka Macken)
- Major (Sophia Reed)
- Marvel Anime: Iron Man (Aki)
- Metal Fight Beyblade Baku (Hikaru Hasama)
- Sekirei: Pure Engagement (Tsukiumi)
- Tensou Sentai Goseiger (Metal Alice of the Agent) (odc. 23 – odc. 44) (Tokusatsu)
- Uragiri wa Boku no Namae o Shitteiru (Touko Murasame)
- Yumeiro Patissiere (Francoise)
- Black Butler II (Luka Macken)

2011
- Boku wa Tomodachi ga Sukunai (Yozora Mikazuki)
- Freezing (Chiffon Fairchild)
- IS (Infinite Stratos) (Laura Bodewig)
- Kämpfer für die Liebe (Natsuru Senō)
- Maria Holic Alive (Matsurika Shinōji)
- Metal Fight Beyblade 4D (Hikaru Hasama)
- Oniichan no Koto Nanka Zenzen Suki Janain Dakara ne!! (Iroha Tsuchiura)
- Rio: Rainbow Gate!
- Sket Dance (Momoka Kibitsu)
- Softenni (Sumino Kiba)
- Digimon Xros Wars: The Young Hunters Who Leapt Through Time (Tagiru Akashi)
- Kyoukai Senjou no Horizon (Nate Mitotsudaira)

2012
- Smile PreCure! (Nao Midorikawa/Cure March)
- Kyoukai Senjou no Horizon II (Nate Mitotsudaira)
- Hagure Yuusha no Estetica (Haruka Nanase)
- Shakugan no Shana Final (Pheles / Saihyō Firesu)
- Danball Senki W (Ami Kawamura)
- Chousoku Henkei Gyrozetter (Kakeru Todoroki)

2013
- Atak Tytanów (Armin Arlelt, Narrator)
- Boku wa Tomodachi ga Sukunai NEXT (Yozora Mikazuki)
- Date A Live (Tohka Yatogami)
- Minami-ke: Tadaima (Kana Minami)
- Yahari ore no seishun rabukome wa machigatteiru. (Yumiko Miura)
- IS (Infinite Stratos) Season 2 (Laura Bodewig)
- Kill la Kill (Maiko Ōgure)
- Inu to Hasami wa Tsukaiyou (Kirihime Natsuno)
- Galilei Donna (Anna Hendrix)

2014
- Buddy Complex (Anessa Rossetti)
- Date A Live II (Tohka Yatogami)
- No-Rin (Kochou Yoshida)
- Oneechan ga Kita (Marina Mochizuki)
- The Irregular at Magic High School (Mari Watanabe)
- Wizard Barristers: Benmashi Cecil (Quinn Erari)
- Infinite Stratos 3 (Laura Bodewig, Jiko Kamajiwa)
- Hunter X Hunter (Amane)

#### 2016
- My Hero Academia – Akademia bohaterów (Momo Yaoyorozu)[1]

### OVA i Filmy
- Aura: Maryūinkōga Saigo no Tatakai (Yumina Ōshima)
- Broken Blade (Narvi)
- Hayate the Combat Butler (Wataru Tachibana)
- Goku Sayonara Zetsubou Sensei (Chiri Kitsu)
- Kite Liberator (Monaka Noguchi / Sawa)
- Portret małej Cossette (Cossette d'Auvergne)
- Negima: Ala Alba (Kotaro Inugami)
- Tokyo Marble Chocolate (Miki)
- X-Men: The Last Stand (Shadowcat

### Audio
- „Hōseki” (jap. 宝石 Jewel) – utwór z Le Portrait de Petit Cossette
- „Ballad” (utwór z Le Portrait de Petit Cossette insert song)
- „Energy” – utwór z Ginban Kaleidoscope
- „Way” – utwór z Ginban Kaleidoscope
- „Beautiful Story” – utwór z  Getsumen To Heiki Mina
- „Crow song” – Girls Dead Monster (Forma parte del anime Angel Beats!)
- „Alchemy” – Girls Dead Monster (anime Angel Beats!)
- „My song” – Girls Dead Monster (anime Angel Beats!)
- „Hot Meal (Another Thousand Enemies)” – Girls Dead Monster
- „Last Song” – Girls Dead Monster
- „God Bless You” – Girls Dead Monster
- „Futari no Kisetsu” – Yozora Mikazuki (anime Boku wa tomodachi ga sukunai)